# Tractat de Craiova

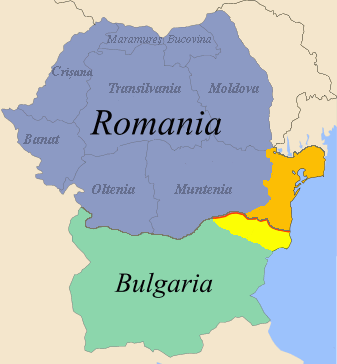
Repartiment de la Dobrudja pel Tractat de Craiova, 1940

El Tractat de Craiova fou signat el 7 de setembre de 1940 entre Romania i Bulgària. Fou imposat a Romania pel Tercer Reich i sota els seus termes Romania retornava la part meridional de la Dobrudja (el Cadrilater en romanès) a Bulgària i accedia a col·laborar en un intercanvi de població.
Els 80.000 colons romanesos i aromanesos, la majoria assentats allí després de la fi de la Segona Guerra Balcànica el 1913 (veure Tractat de Bucarest (1913), quan el territori fou ocupat per Romania, foren obligats a abandonar llurs cases a Dobrudja Meridional i reassentats a la septentrional, mentre que 65.000 búlgars de la part septentrionals foren obligats a abandonar-la i marxar a la part búlgara.